# Pseudocreadium lamelliiformis
Pseudocreadium lamelliiformis är en plattmaskart. Pseudocreadium lamelliiformis ingår i släktet Pseudocreadium och familjen Lepocreadiidae. Inga underarter finns listade i Catalogue of Life.